# Mónica Naranjo
Pour les articles homonymes, voir Naranjo (homonymie).
Mónica Naranjo (née le 23 mai 1974) est une chanteuse espagnole née à Figueras, en Catalogne. C'est une des chanteuses les plus populaires en Espagne et en Amérique Latine, en particulier au Mexique ; elle a vendu plus de neuf millions d'albums à travers le monde.

## Biographie
Issue d'une famille andalouse (son père est de Malaga) Mónica Naranjo commence à chanter dès son plus jeune âge. Elle a d'ailleurs été remarquée par Salvador Dalí lors d'un radio-crochet pour enfants dans la région de Cadaqués, d'où le maître catalan est lui aussi originaire. Elle a émigré au Mexique à l'âge de 18 ans. Cristobal Sansano fut son premier producteur. Après avoir signé avec la maison de disques Sony Music, elle enregistre en 1994 son premier Album, Mónica Naranjo, qui devient très vite un grand succès commercial en Amérique latine, avec les chansons telles que "Sola", "Solo Se Vive Una Vez", "El Amor Coloca", "Oyeme", "Supernatural", "Fuego de pasión" et "Llorando bajo la lluvia". Elle fut en nomination pour les "Eres Awards" mexicain, l’équivalent des "NRJ Awards" français.
En novembre 1995, l’artiste reçut les plus belles acclamations durant un concert exceptionnel, au "Théâtre Métropolitan" de Mexico. Encouragée par cette popularité, elle sortit un nouvel album, Palabra de Mujer, qui à nouveau, battit tous les records de ventes (plus de 2 millions d’albums vendus aux États-Unis, en Amérique latine et en Espagne, grâce, entre autres, à "Desátame", "Tú y Yo Volvemos al Amor", "Pantera en Libertad", "Entender el Amor", et "Empiezo a Recordarte".
C'est en 1997 qu'elle se fait vraiment connaître du public espagnol, lors du show télévisé de fin d'année. À cette occasion, elle chante "Empiezo a Recordarte" en transmettant une émotion forte et sincère, finissant sa chanson en larmes, acclamée par le public. La carrière de la Diva est définitivement lancée en Espagne.
En 2000, elle sort son 3e album, Minage, en hommage à grande Diva italienne Mina. Dans une conférence de presse pour la sortie de ce dernier opus, elle confesse que ce dernier n’est pas en rapport aux souhaits de ses producteurs :
« Ils attendaient une continuité à l’album "Palabra de Mujer", mais bien plus qu’un hit, je voulais que le monde sache que je pouvais être moi aussi fan de nombreux artistes et chanteurs, et puiser mon inspiration auprès d’eux... »
Minage fera l’objet d’une série de concerts à grand succès, le "Minage Tour".
En 2001, sort l’album Bad Girls, fruit de nombreuses collaborations telles que Diane Warren, Gregg Alexander, John Reid, Sam Watters. En dépit de cet aspect international, l‘album ne rencontre pas le succès prévu, avec seulement 120 000 disques vendus.
En 2003, elle décide de reprendre cet album et d'en refaire les arrangements, pour le chanter en espagnol : Chicas Malas. Le succès n’est toujours pas au rendez-vous, et seulement 50 000 albums sont vendus.
En 2005, après une longue pause musicale, Mónica sort une compilation de ses meilleurs titres Colección Privada, sur différents supports, CD simple et CD/DVD avec les clips vidéos de ses chansons, et l’intégralité du concert Minage Tour, enregistré a Madrid en 2000.
Son nouveau single, "Europa", sort officiellement le 29 février 2008 sur son site Internet, et devient en l’espace de quelques jours, numéro 1 en Espagne. En découle Tarántula, produit par des membres du groupe écossais Union of Knives et sorti le 22 avril 2008, qui a obtenu lui aussi le numéro 1 dans les charts Espagnol. Une série de concerts suit, le "Tarántula Tour", d'où est tiré son second album live Stage, qui reprend sur CD/DVD le concert enregistré à Madrid, au Palais des sports, le 19 septembre 2008.
En 2009, elle reprend le concert du "Tarántula Tour" et l’adapte sur un fond sonore plus symphonique et intimiste, dans une série de concerts Adagio Tour.
2011-2012, la tournée "Madame Noir" mêle concert, théâtre, comédie musicale dans une ambiance film noir des années 40-50.
En Juillet 2012 sort un nouveau single Make You Rock (uniquement en téléchargement), extrait d'un projet indépendant multi-artistes Community Beat.

## Vie privée
Monica a été mariée à Christopher Sánsano de 1998 à 2002 puis à Oscar Tarruella de 2003 à 2018, avec qui elle a eu un fils. Son deuxième mari, ancien Mossos d'Esquadra et rencontré lors d'une plainte pour vol dont a été victime l'actrice, était son producteur et manager. Ils se sont séparés d'un commun accord à la suite d'une infidélité manifeste.

## La voix Mónica
Mónica Naranjo s’intègre dans un registre vocal pouvant varier sur différents pupitres, allant du contralto dramatique jusqu'au soprano aigu.
Dans son dernier album "Tarentula", la palette vocale de Mónica Naranjo s'étend encore plus, avec des registres et des tessitures plus basses mais sans perdre sa tonalité, tellement caractéristique. Ainsi, sur ces enregistrements, elle gravite aisément les 4 octaves, allant du Ré3 au Mib7.

## Discographie

### Albums studios
- 1994 : Monica Naranjo (CD 10 titres) Epic
- 1997 : Palabra de Mujer (CD 10 titres) Epic
- 2000 : Minage (CD 13/15 titres selon l'édition) Epic
- 2001 : Chicas Malas (CD 11 titres) Epic
- 2002 : Bad Girls (CD 13 titres / Édition Fan 2CD, 21 titres) Epic
- 2008 : Tarantula (CD 12 titres / Édition Limitée CD 17 titres dont 5 remixes, DVD 8 vidéos) Sony Music
- 2014 : 4.0
- 2016 : Lubna
- 2016 : Lubna, Edición Leyenda
- 2019 : Mes excentricités Vol. 1: Le Psychiatrique
- 2020 : Mes excentricités Vol. 2: Les Quatre Saisons
- 2022 : Mimétika

### Album / DVD Live
- 2005 : Tour Minage CD/DVD, Sony Music
- 2009 : Stage (CD/DVD Live, 15 titres chacun), Sony Music
- 2009 : Adagio (CD/DVD Live, 16 et 18 titres), Sony Music
- 2011 : Madame Noir, Sony Music
- 2020 : Renaissance Live, 2 CD, Sony Music
- 2021 : Puro Minage, 2 LP, Sony Music

### Albums Compilations
- 2005 : Colección Privada (Best-of 2CD, 29 titres dont 1 inédit) Sony Music
- 2011 : La Más Perfecta Colección (Best-of CD/DVD, 17 et 16 titres. Édité au Mexique uniquement) Sony Music
- 2013 : Esencial (Best-of 2CD / 30 titres) Sony Music
- 2019 : Renaissance (25 Aniversario), 3 CD, Sony Music

### Intégrale
- 2019 : Renaissance (25 Aniversario) Box Set - Intégrale 1994-2019, 11 CD, Sony Music

### Album 20e anniversaire
- 2020 : Puro Minage, sortie le 4 décembre 2020 en édition limitée (CD 1, Puro Minage, 12 titres dont deux inédits,  Amore en duo avec Nek et Llévate ahora ;  CD 2 Sobreviviré ; CD 3 If You Leave Now ; CD 4 Enamorada ; CD 5 Tour Minage ; DVD Tour Minage et vidéoclips officiels ; single 7″ Sobreviviré en vinyle bleu translucide ; single 7″ Amore/Llévate ahora en vinyle noir ; LP Puro Minage en vinyle vert translucide ; livret de 36 pages avec paroles, textes, matériel de session photographique) Sony Music

### Détails
| Information |
| --- |
| Mónica Naranjo - Date de sortie : 14 mai 1994 - Récompense : 3 fois disque de diamant - Nombre d'albums vendus dans le monde : +1 500 000 - Singles: - El amor coloca - Fuego de pasión - Sola - Sólo se vive una vez - Óyeme - Llorando bajo la lluvia - Supernatural                                                     |
| Palabra De Mujer - Date de sortie : 6 juin 1997 - Récompense : 3 fois disque de diamant - Nombre d'albums vendus dans le monde : +2 000 000 - Singles: - Entender el amor - Desátame - Empiezo a recordarte - Pantera en libertad - Ámame o déjame - Tú y yo volvemos al amor - Las campanas del Amor - Rezando en soledad |
| Minage - Date de sortie : 16 mars 2000 - Récompense : Disque de diamant + 3 fois disque de platine - Nombre d'album vendus dans le monde : +800 000 - Singles: - Sobreviviré - If You Leave Me Now/Seguire Sin Ti - Perra enamorada - Enamorada - Ahora, ahora                                                             |
| Chicas Malas - Date de sortie : 9 novembre 2001 - Récompense : 2 fois disque de platine - Nombre d'albums vendus dans le monde : +200 000 - Singles: - Chicas Malas - Sacrificio - No voy a llorar - Ain't It Better Like This                                                                                             |
| Bad Girls - Date de sortie : 24 février 2003 - Nombre d'albums vendus dans le monde : +30 000 - Singles: - I Ain't Gonna Cry |
| Colección Privada - Date de sortie : 6 avril 2005 - Nombre d'albums vendus dans le monde : +100 000 - Singles: - Enamorada De Ti |
| Tarántula - Date de sortie : 22 avril 2008 - Récompense : Disque d'or + disque de diament - Nombre d'albums vendus dans le monde : +150 000 - Singles: - Europa N°1 en Espagne - Amor y lujo N°1 en Espagne |
| 4.0 - Date de sortie : 6 mai 2014 - Récompense : - - Nombre d'albums vendus dans le monde : - - Singles: - "Solo se vive una vez "(4.0 Version) |
| Lubna - Date de sortie : 29 janvier 2016 - Récompense : Disque d'or - Nombre d'albums vendus dans le monde : - - Singles: - Jamás - Fin - Perdida |
| Mes excentricités Vol. 1: Le Psychiatrique - Date de sortie : 11 octobre 2019 N°1 en Espagne à sa sortie - Récompense : - Nombre d'albums vendus dans le monde : - - Singles: - Doble Corazon - Libre Amar |
| Mes excentricités Vol. 2: Les Quatre Saisons - Date de sortie : 26 juin 2020 - Récompense : - Nombre d'albums vendus dans le monde : - - Singles: - ¡Hoy No! (Never Trust A Stranger) |

## Filmographie
- 2021 : L'Amour cash sur Netflix (émission de télé-réalité) en tant que présentatrice